# Günther Mahal
Günther Mahal (* 28. Juli 1944 in Trebnitz/Třebenice; † 2024) war ein deutscher Germanist, Literaturwissenschaftler und Gründer bzw. Leiter des Faust-Museums in Knittlingen.

## Leben und Wirken
Günther Mahal studierte an der Eberhard Karls Universität Tübingen Germanistik, Geschichte und Politikwissenschaft und promovierte dort 1972. Bis 1979 war er als wissenschaftlicher Assistent am Deutschen Seminar der Universität Tübingen tätig und habilitierte sich hier für das Fach Germanistik. Von 1979 bis 2002 wirkte er als Gründer und langjähriger Leiter des Faust-Museums und des Faust-Archivs, eines Literaturmuseums in Knittlingen im baden-württembergischen Enz-Kreis. Johann Georg Faust wurde um 1480 möglicherweise in Knittlingen geboren. 
In seinen zahlreichen Veröffentlichungen hat sich Mahal vor allem mit dem Leben, Wirken und der Nachwelt des Magiers, Wahrsagers und Astrologen Johann Georg Faust beschäftigt. 

## Veröffentlichungen (Auswahl)
- Mephistos Metamorphosen. Fausts Partner als Repräsentant literarischer Teufelsgestaltung (= Göppinger Arbeiten zur Germanistik, Bd. 71). Kümmerle, Göppingen 1972, ISBN 3-87452-152-4 (= Dissertation Universität Tübingen) (2. Aufl. 1982).
- (Hrsg.): Lyrik der Gründerzeit (= Deutsche Texte, Bd. 26). Niemeyer, Tübingen 1973, ISBN 3-484-19025-6.
- Naturalismus (= Deutsche Literatur im 20. Jahrhundert, Bd. 1). Fink, München 1975, ISBN 3-7705-1173-5 (2. Aufl. 1982).
- Faust. Die Spuren eines geheimnisvollen Lebens. Scherz, Bern 1980, ISBN 3-502-18442-9.
- Auktoriales Theater – die Bühne als Kanzel. Autoritäts-Akzeptierung als Zuschauers als Folge dramatischer Persuasionsstrategie. Narr, Tübingen 1982, ISBN 3-87808-575-3 (= Habilitationsschrift Universität Tübingen).
- (Hrsg.): Der historische Faust. Ein wissenschaftliches Symposium (= Publikationen des Faust-Archivs, Bd. 1). Knittlingen 1982.
- Joseph Viktor von Scheffel. Versuch einer Revision. C. F. Müller, Karlsruhe 1986, ISBN 3-7880-9731-0.
- Die "Historia von D. Johann Fausten" (1587). Ein wissenschaftliches Symposium anläßlich des 400jährigen Buchjubiläums (= Publikationen des Faust-Archivs, Bd. 2). Melchior, Vaihingen an der Enz 1988, ISBN 3-924275-17-3.
- Knittlingen. Dorf, Flecken, Stadt; Versuch einer Spurensicherung anläßlich des 150. Jubiläums der Stadterhebung. Knittlingen 1990.
- Faust und Frankfurt. Anstöße, Reaktionen, Verknüpfungen, Reibungen. Kramer, Frankfurt am Main 1994, ISBN 3-7829-0446-X.
- Faust-Museum Knittlingen. 2. Aufl. Westermann, Braunschweig 1994.
- Faust. Und Faust. Der Teufelsbündler in Knittlingen und Maulbronn. Attempto-Verlag, Tübingen 1997, ISBN 3-89308-260-3.
- Faust. Untersuchungen zu einem zeitlosen Thema. Ars una, Neuried 1998, ISBN 3-89391-306-8.
- Kultur-Betriebsamkeiten. Ars una, Neuried 2005, ISBN 978-3-89391-314-5.
- Halbgott Faust. Provokation und Selbstverständlichkeit (1507–1980). Attempto Verlag, Tübingen 2006, ISBN 3-89308-391-X.
- 130 gingen. Ein Überblick über die Pfeifer- und Rattenfängersage samt dem Versuch einer neuen Deutung. Ars una, Neuried 2008, ISBN 978-3-89391-316-9.
- Johann Georg Faust (1478–1541). Annäherung an einen berühmten Unbekannten. IPa Verlag, Mühlacker-Mühlhausen 2013, ISBN 978-3-933486-79-0.